# Phi Octantis
Phi Octantis (33 Octantis) é uma estrela na direção da constelação de Octans. Possui uma ascensão reta de 18h 23m 36.44s e uma declinação de −75° 02′ 39.6″. Sua magnitude aparente é igual a 5.47. Considerando sua distância de 197 anos-luz em relação à Terra, sua magnitude absoluta é igual a 1.57. Pertence à classe espectral A0V.